# Горопаи
Горопаи (укр. Горопаї) — село на Украине, находится в Житомирском районе Житомирской области (до 2020 года — в Любарском).
Код КОАТУУ — 1823180701. Население по переписи 2001 года составляет 592 человека. Почтовый индекс — 13111. Телефонный код — 4147. Занимает площадь 21,904 км².

## Известные жители
- Андрей Деревенько — воспитатель цесаревича Алексея Николаевича.

## Адрес местного совета
13141, Житомирская область, Любарский р-н, с. Горопаи, ул. Победы, 1